# Spiele der kleinen Staaten von Europa 2023/Squash
Bei den Spielen der kleinen Staaten von Europa 2023 in Valletta, Malta, fanden vom 29. Mai bis 3. Juni 2023 im Squash sechs Wettbewerbe statt: je einer im Einzel und Doppel der Herren und Damen sowie ein Mixed-Doppel und eine Mannschaftskonkurrenz bei den Herren.
Austragungsorte waren der Cottonera Sports Complex für die Doppelwettbewerbe und der Marsa Sports Club für die Einzel und den Mannschaftswettkampf. Insgesamt nahmen 52 Spieler aus sechs Nationen teil. Erstmals seit 2011 war Squash wieder Teil des Programms bei den Spielen.

## Medaillengewinner
| Disziplin         | Gold                           | Silber                            | Bronze                     |
| ----------------- | ------------------------------ | --------------------------------- | -------------------------- |
| Herren Einzel     | David Maier                    | Luca Wilhelmi                     | Kijan Sultana              |
| Damen Einzel      | Colette Sultana                | Lijana Sultana                    | Sandra Denis               |
| Herren Doppel     | Bradley Hindle Kijan Sultana   | Niall Engerer Daniel Zammit-Lewis | Mark Radley Amir Samimi    |
| Damen Doppel      | Colette Sultana Lijana Sultana | Amke Fischer Johanna Rizzo        | Sandra Denis Michèle Meyer |
| Mixed             | Colette Sultana Niall Engerer  | Lijana Sultana Kijan Sultana      | Sandra Denis Miguel Duarte |
| Herren Mannschaft | Malta                          | Liechtenstein                     | Luxemburg                  |

## Medaillenspiegel
| Platz  | Land          | Gold | Silber | Bronze | Gesamt |
| ------ | ------------- | ---- | ------ | ------ | ------ |
| 01     | Malta         | 5    | 4      | 1      | 10     |
| 02     | Liechtenstein | 1    | 2      | —      | 3      |
| 03     | Luxemburg     | —    | —      | 5      | 5      |
| Gesamt | Gesamt        | 6    | 6      | 6      | 18     |